# Frederico Didonet
Dom Frederico Didonet (Ivorá, 27 de dezembro de 1910 — Rio Grande, 4 de outubro de 1988) foi um bispo católico brasileiro e primeiro bispo da Diocese de Rio Grande.  

## Biografia
Nasceu em Ivorá, paróquia da recém criada Diocese de Santa Maria.  Foi o quarto filho de José Didonet e Regina Moro Didonet.  
Aos 13 anos, ingressou no Seminário de Nossa Senhora da Conceição, em São Leopoldo/RS. Seguiu seus estudos até ser ordenado sacerdote em 15 de dezembro de 1935 e em 23 de novembro de 1947, recebe o título de Monsenhor e atuou como Cura da Catedral de Santa Maria por quase 20 anos e, em seguida, de 1969 a 1971, foi Vigário Episcopal em Cruz Alta.  
Em 14 de julho de 1971 foi nomeado pelo Papa Paulo VI como primeiro bispo da recém criada Diocese de Rio Grande. Foi ordenado bispo em 12 de setembro do mesmo ano, sendo ordenante principal o Arcebispo de Porto Alegre Dom Alfredo Vicente Scherer, sendo co-ordenantes Dom Antônio Zattera, bispo de Pelotas, e Dom Érico Ferrari, bispo de  Santa Maria. 
Desempenhou as atividades de Bispo Diocesano até 08 de agosto de 1986. 
Faleceu em 4 de outubro de1988, sendo sepultado na Catedral de Rio Grande.